# Zürich Renegades
Gli Zürich Renegades sono una squadra svizzera di football americano di Zurigo, fondata nel 1983; hanno vinto 7 Swissbowl e una Lega B.

## Dettaglio stagioni

### Tackle football

#### Tornei nazionali

##### Campionato

###### Lega Nazionale A/Campionato SAFV
| Stagione | regular season | regular season | regular season | regular season | regular season | regular season | playoff | playoff | playoff | playoff | playoff | playoff          | playoff                 |
|          | Vin            | Par            | Per            | Tot            | PF             | PS             | Vin     | Per     | Tot     | PF      | PS      | risultato        | avversaria              |
| -------- | -------------- | -------------- | -------------- | -------------- | -------------- | -------------- | ------- | ------- | ------- | ------- | ------- | ---------------- | ----------------------- |
| 1992     | 2              | 0              | 4              | 6              | 95             | 62             | 1       | 0       | 1       | 47      | 0       | Non relegati     | Winterthur Warriors     |
| 1993     | 0              | 0              | 8              | 8              | 54             | 191            | 0       | 1       | 1       | 0       | 6       | Non relegati     | Bienna Jets             |
| 1994     | 5              | 0              | 3              | 8              | 139            | 124            | 0       | 1       | 1       | 6       | 33      | Playoff          | Sankt Gallen Raiders    |
| 1995     | 5              | 0              | 3              | 8              | 180            | 159            | 1       | 1       | 2       | 47      | 68      | Quarti di finale | Bern Grizzlies          |
| 1996     | 3              | 0              | 5              | 8              | 104            | 223            | 1       | 0       | 1       | 20      | 14      | Non relegati     | Bienna Jets             |
| 1997     | 2              | 0              | 4              | 6              | 48             | 121            | 1       | 0       | 1       | 16      | 0       | Non relegati     | Lausanne Sharks         |
| 1998     | 4              | 0              | 6              | 10             | 152            | 206            | 0       | 2       | 2       | 7       | 90      | Semifinale       | Seaside Vipers          |
| 1999     | 2              | 0              | 6              | 8              | 87             | 148            | -       | -       | -       | -       | -       | -                | -                       |
| 2000     | 7              | 0              | 1              | 8              | 234            | 77             | 2       | 1       | 3       | 111     | 23      | Swiss Bowl       | Seaside Vipers          |
| 2001     | 7              | 0              | 2              | 9              | 253            | 83             | 2       | 1       | 3       | 94      | 27      | Campioni         | Gladiators Beider Basel |
| 2002     | 8              | 0              | 0              | 8              | 331            | 33             | 2       | 0       | 2       | 100     | 12      | Campioni         | Seaside Vipers          |
| 2003     | 9              | 0              | 0              | 9              | 407            | 60             | 0       | 1       | 1       | 28      | 29      | Semifinale       | Landquart Broncos       |
| 2004     | 9              | 0              | 0              | 9              | 376            | 14             | 2       | 0       | 2       | 70      | 16      | Campioni         | Winterthur Warriors     |
| 2005     | 5              | 1              | 2              | 8              | 248            | 98             | 2       | 0       | 2       | 69      | 36      | Campioni         | Winterthur Warriors     |
| 2006     | 8              | 0              | 0              | 8              | 291            | 60             | 1       | 1       | 2       | 61      | 29      | Swiss Bowl       | Winterthur Warriors     |
| 2007     | 3              | 0              | 5              | 8              | 216            | 199            | 0       | 1       | 1       | 31      | 35      | Semifinale       | Bern Grizzlies          |
| 2008     | 7              | 0              | 1              | 8              | 258            | 129            | 1       | 0       | 1       | 52      | 27      | Campioni         | Landquart Broncos       |
| 2009     | 6              | 0              | 2              | 8              | 243            | 146            | 1       | 1       | 2       | 74      | 81      | Swiss Bowl       | Calanda Broncos         |
| 2010     | 2              | 0              | 8              | 10             | 126            | 187            | -       | -       | -       | -       | -       | -                | -                       |
| 2011     | 3              | 0              | 7              | 10             | 221            | 303            | -       | -       | -       | -       | -       | -                | -                       |
| 2012     | 7              | 0              | 2              | 9              | 387            | 117            | 0       | 1       | 1       | 13      | 15      | Semifinale       | Gladiators Beider Basel |
| 2013     | 2              | 0              | 8              | 10             | 152            | 359            | -       | -       | -       | -       | -       | -                | -                       |
| 2014     | 4              | 0              | 6              | 10             | 273            | 405            | 0       | 1       | 1       | 20      | 44      | Semifinale       | Gladiators Beider Basel |
| 2015     | 4              | 0              | 6              | 10             | 223            | 282            | -       | -       | -       | -       | -       | -                | -                       |
| 2016     | 0              | 0              | 10             | 10             | 128            | 311            | 0       | 1       | 1       | 7       | 37      | Relegati         | Geneva Seahawks         |
| 2021     | 0              | 0              | 8              | 8              | 49             | 278            | -       | -       | -       | -       | -       | Relegati         | -                       |
| 2022     | 1              | 0              | 9              | 10             | 117            | 322            | 1       | 0       | 1       | 20      | 6       | Non relegati     | Sankt Gallen Bears      |
| 2023     | 8              | 0              | 2              | 10             | 255            | 183            | 0       | 1       | 1       | 41      | 45      | Semifinale       | Thun Tigers             |
| 2024     | 6              | 0              | 4              | 10             | 350            | 297            | 1       | 1       | 2       | 36      | 48      | Swiss Bowl       | Calanda Broncos         |
| Totale   | 129            | 1              | 122            | 252            | 5997           | 5177           | 19      | 16      | 35      | 970     | 721     |                  |                         |

Fonti: Enciclopedia del Football - A cura di Roberto Mezzetti; Sito storico SAFV

###### Lega Nazionale B/Lega B
| Stagione | regular season | regular season | regular season | regular season | regular season | regular season | playoff | playoff | playoff | playoff | playoff | playoff               | playoff      |
|          | Vin            | Par            | Per            | Tot            | PF             | PS             | Vin     | Per     | Tot     | PF      | PS      | risultato             | avversaria   |
| -------- | -------------- | -------------- | -------------- | -------------- | -------------- | -------------- | ------- | ------- | ------- | ------- | ------- | --------------------- | ------------ |
| 2010     | 0              | 0              | 8              | 8              | 48             | 394            | -       | -       | -       | -       | -       | -                     | -            |
| 2017     | 3              | 0              | 5              | 8              | 179            | 185            | -       | -       | -       | -       | -       | -                     | -            |
| 2018     | 9              | 0              | 1              | 10             | 302            | 136            | 0       | 1       | 1       | 15      | 17      | Campioni/Non promossi | Luzern Lions |
| 2019     | 10             | 0              | 0              | 10             | 327            | 107            | 1       | 0       | 1       | 38      | 27      | Campioni/Promossi     | Luzern Lions |
| Totale   | 22             | 0              | 14             | 36             | 856            | 822            | 1       | 1       | 2       | 53      | 44      |                       |              |

Fonte: Sito storico SAFV

##### Herbst Cup A/B
| Stagione | regular season | regular season | regular season | regular season | regular season | regular season | playoff | playoff | playoff | playoff | playoff | playoff   | playoff    |
|          | Vin            | Par            | Per            | Tot            | PF             | PS             | Vin     | Per     | Tot     | PF      | PS      | risultato | avversaria |
| -------- | -------------- | -------------- | -------------- | -------------- | -------------- | -------------- | ------- | ------- | ------- | ------- | ------- | --------- | ---------- |
| 2020     | 2              | 0              | 4              | 6              | 87             | 69             | -       | -       | -       | -       | -       | -         | -          |
| Totale   | 2              | 0              | 4              | 6              | 87             | 69             | -       | -       | -       | -       | -       |           |            |

Fonti: Enciclopedia del Football - A cura di Roberto Mezzetti; Sito storico SAFV

##### Campionati giovanili

###### Under-19/Juniorenliga
| Stagione | regular season | regular season | regular season | regular season | regular season | regular season | playoff | playoff | playoff | playoff | playoff | playoff     | playoff                 |
|          | Vin            | Par            | Per            | Tot            | PF             | PS             | Vin     | Per     | Tot     | PF      | PS      | risultato   | avversaria              |
| -------- | -------------- | -------------- | -------------- | -------------- | -------------- | -------------- | ------- | ------- | ------- | ------- | ------- | ----------- | ----------------------- |
| 1992     | 9              | 0              | 1              | 10             | 124            | 6              | 3       | 0       | 3       | 23      | 6       | Campioni    | Berner Grizzlies        |
| 1993     | 6              | 1              | 1              | 8              | 97             | 17             | 1       | 0       | 1       | 12      | 6       | Campioni    | Sankt Gallen Raiders    |
| 1994     | 4              | 0              | 4              | 8              | 101            | 98             | -       | -       | -       | -       | -       | -           | -                       |
| 1995     | 3              | 0              | 5              | 8              | 159            | 112            | 1       | 1       | 2       | 54      | 47      | Semifinale  | Sankt Gallen Raiders    |
| 1996     | 7              | 0              | 1              | 8              | 303            | 42             | 1       | 1       | 2       | 43      | 57      | Junior Bowl | Seaside Merlins         |
| 1997     | 6              | 1              | 0              | 7              | 219            | 40             | 2       | 0       | 2       | 40      | 20      | Campioni    | Seaside Merlins         |
| 1998     | 8              | 0              | 2              | 10             | 303            | 79             | 3       | 0       | 3       | 128     | 6       | Campioni    | Bern Grizzlies          |
| 1999     | 6              | 0              | 0              | 6              | 279            | 14             | 0       | 1       | 1       | 30      | 36      | Semifinale  | Bern Grizzlies          |
| 2000     | 7              | 0              | 0              | 7              | 364            | 26             | 3       | 0       | 3       | 142     | 22      | Campioni    | Gladiators Pratteln     |
| 2001     | 6              | 0              | 3              | 9              | 201            | 131            | -       | -       | -       | -       | -       | -           | -                       |
| 2002     | 6              | 0              | 3              | 9              | 247            | 56             | 1       | 1       | 2       | 47      | 26      | Semifinale  | Geneva Seahawks         |
| 2003     | 6              | 0              | 3              | 9              | 240            | 156            | 0       | 1       | 1       | 26      | 28      | Semifinale  | Bern Grizzlies          |
| 2004     | 7              | 0              | 2              | 9              | 311            | 117            | 0       | 1       | 1       | 0       | 14      | Semifinale  | Bienna Jets             |
| 2005     | 6              | 0              | 2              | 8              | 283            | 51             | -       | -       | -       | -       | -       | -           | -                       |
| 2006     | 6              | 0              | 2              | 8              | 274            | 44             | 0       | 1       | 1       | 14      | 25      | Semifinale  | Geneva Seahawks         |
| 2007     | 6              | 0              | 2              | 8              | 313            | 127            | 1       | 1       | 2       | 47      | 44      | Junior Bowl | Gladiators Beider Basel |
| 2008     | 8              | 0              | 1              | 9              | 345            | 90             | 1       | 1       | 2       | 46      | 55      | Junior Bowl | Gladiators Beider Basel |
| 2009     | 7              | 0              | 1              | 8              | 320            | 66             | 2       | 0       | 2       | 53      | 21      | Campioni    | Calanda Broncos         |
| 2010     | 4              | 1              | 3              | 8              | 186            | 98             | 2       | 1       | 3       | 87      | 33      | Junior Bowl | Calanda Broncos         |
| 2011     | 7              | 0              | 2              | 9              | 257            | 168            | 2       | 0       | 2       | 64      | 28      | Campioni    | Gladiators Beider Basel |
| 2012     | 8              | 0              | 2              | 10             | 302            | 151            | 2       | 0       | 2       | 81      | 33      | Campioni    | Gladiators Beider Basel |
| 2013     | 6              | 0              | 4              | 10             | 302            | 201            | 1       | 1       | 2       | 37      | 46      | Junior Bowl | Calanda Broncos         |
| 2014     | 7              | 0              | 3              | 10             | 291            | 140            | 1       | 1       | 2       | 40      | 39      | Junior Bowl | Bern Grizzlies          |
| 2015     | 3              | 0              | 7              | 10             | 151            | 193            | -       | -       | -       | -       | -       | -           | -                       |
| 2016     | 6              | 0              | 3              | 9              | 179            | 133            | 1       | 1       | 2       | 43      | 49      | Junior Bowl | Gladiators Beider Basel |
| Totale   | 155            | 3              | 57             | 215            | 6061           | 2356           | 28      | 13      | 41      | 1057    | 651     |             |                         |

Fonte: Sito storico SAFV

###### Under-16
| Stagione | regular season | regular season | regular season | regular season | regular season | regular season | playoff | playoff | playoff | playoff | playoff | playoff      | playoff         |
|          | Vin            | Par            | Per            | Tot            | PF             | PS             | Vin     | Per     | Tot     | PF      | PS      | risultato    | avversaria      |
| -------- | -------------- | -------------- | -------------- | -------------- | -------------- | -------------- | ------- | ------- | ------- | ------- | ------- | ------------ | --------------- |
| 2009     | ?              | ?              | ?              | ?              | ?              | ?              | ?       | ?       | ?       | ?       | ?       | Campioni     | ?               |
| 2010     | ?              | ?              | ?              | ?              | ?              | ?              | ?       | ?       | ?       | ?       | ?       | Campioni     | ?               |
| 2011     | 4              | 0              | 2              | 6              | 214            | 96             | 0       | 1       | 1       | 26      | 40      | Quarto posto | Lugano Lakers   |
| 2012     | 3              | 0              | 2              | 5              | 156            | 97             | 0       | 1       | 1       | 0       | 35      | Finale       | Calanda Broncos |
| 2013     | 4              | 1              | 1              | 6              | 140            | 67             | 0       | 1       | 1       | 6       | 24      | Quarto posto | Luzern Lions    |
| 2014     | 3              | 0              | 3              | 6              | 120            | 144            | -       | -       | -       | -       | -       | -            | -               |
| 2015     | 4              | 0              | 1              | 5              | 142            | 113            | 1       | 0       | 1       | 42      | 8       | Terzo posto  | Bienna Jets     |
| 2016     | 4              | 1              | 1              | 6              | 177            | 50             | -       | -       | -       | -       | -       | -            | -               |
| Totale   | 22+?           | 2+?            | 10+?           | 34+?           | 949+?          | 567+?          | 1+?     | 3+?     | 4+?     | 74+?    | 107+?   |              |                 |

Fonte: Sito storico SAFV

### Flag football

#### Tornei nazionali

##### Campionato Ultimate
| Stagione | regular season | regular season | regular season | regular season | regular season | regular season | playoff | playoff | playoff | playoff | playoff | playoff    | playoff              |
|          | Vin            | Par            | Per            | Tot            | PF             | PS             | Vin     | Per     | Tot     | PF      | PS      | risultato  | avversaria           |
| -------- | -------------- | -------------- | -------------- | -------------- | -------------- | -------------- | ------- | ------- | ------- | ------- | ------- | ---------- | -------------------- |
| 2010     | 9              | 0              | 1              | 10             | 431            | 237            | 2       | 0       | 2       | 93      | 77      | Campioni   | Sankt Gallen Vipers  |
| 2011     | 12             | 0              | 2              | 14             | 620            | 299            | 1       | 1       | 2       | 58      | 73      | Finale     | Sankt Gallen Vipers  |
| 2012     | 10             | 0              | 4              | 14             | 504            | 537            | 1       | 1       | 2       | 54      | 76      | Finale     | Sankt Gallen Vipers  |
| 2013     | 15             | 0              | 1              | 16             | 809            | 343            | ?       | ?       | ?       | ?       | ?       | ?          | ?                    |
| 2014     | 14             | 0              | 2              | 16             | 799            | 442            | 2       | 0       | 2       | 103     | 66      | Campioni   | Sankt Gallen Vipers  |
| 2015     | 8              | 0              | 3              | 11             | 464            | 383            | 1       | 1       | 2       | 70      | 88      | Semifinale | Winterthur Red Lions |
| Totale   | 68             | 0              | 13             | 81             | 3627           | 2241           | 7+?     | 3+?     | 10+?    | 378+?   | 380+?   |            |                      |

Fonte: Sito storico SAFV

##### Campionati giovanili

###### Under-16
| Stagione | regular season | regular season | regular season | regular season | regular season | regular season | playoff | playoff | playoff | playoff | playoff | playoff    | playoff         |
|          | Vin            | Par            | Per            | Tot            | PF             | PS             | Vin     | Per     | Tot     | PF      | PS      | risultato  | avversaria      |
| -------- | -------------- | -------------- | -------------- | -------------- | -------------- | -------------- | ------- | ------- | ------- | ------- | ------- | ---------- | --------------- |
| 2007     | 3              | 1              | 8              | 12             | 222            | 421            | -       | -       | -       | -       | -       | -          | -               |
| 2009     | 7              | 0              | 5              | 12             | 462            | 313            | 0       | 1       | 1       | 34      | 46      | Semifinale | Rafz Bulldogs   |
| 2014     | 8              | 0              | 4              | 12             | 427            | 274            | 1       | 1       | 2       | 45      | 65      | Finale     | Geneva Seahawks |
| 2015     | 6              | 0              | 3              | 9              | 316            | 163            | 1       | 1       | 2       | 59      | 59      | Finale     | Geneva Seahawks |
| 2016     |                |                |                |                |                |                |         |         |         |         |         |            |                 |
| 2016     |                |                |                |                |                |                |         |         |         |         |         |            |                 |
| Totale   | 24             | 1              | 20             | 45             | 1427           | 1171           | 2       | 3       | 5       | 138     | 170     |            |                 |

Fonte: Sito storico SAFV

###### Under-13
| Stagione | regular season | regular season | regular season | regular season | regular season | regular season | playoff | playoff | playoff | playoff | playoff | playoff    | playoff                     |
|          | Vin            | Par            | Per            | Tot            | PF             | PS             | Vin     | Per     | Tot     | PF      | PS      | risultato  | avversaria                  |
| -------- | -------------- | -------------- | -------------- | -------------- | -------------- | -------------- | ------- | ------- | ------- | ------- | ------- | ---------- | --------------------------- |
| 2005     | 3              | 0              | 5              | 8              | 101            | 228            | -       | -       | -       | -       | -       | -          | -                           |
| 2006     | 3              | 0              | 5              | 8              | 228            | 267            | -       | -       | -       | -       | -       | -          | -                           |
| 2007     | 11             | 0              | 1              | 12             | 410            | 130            | 2       | 0       | 2       | 96      | 83      | Campioni   | Winterthur Warriors Celtics |
| 2015     | 4              | 0              | 6              | 10             | 191            | 247            | 0       | 1       | 1       | 0       | 53      | Semifinale | Geneva Seahawks             |
| 2016     |                |                |                |                |                |                |         |         |         |         |         |            |                             |
| Totale   | 21             | 0              | 17             | 38             | 930            | 872            | 2       | 1       | 3       | 96      | 136     |            |                             |

Fonte: Sito storico SAFV

### Riepilogo fasi finali disputate
| Anno              | Luogo      | Evento           | Fase del torneo       | Incontro                                   | Risultato       |
| 28 giugno 1992    |            | Lega Nazionale A | Spareggio relegazione | Winterthur Warriors - Zürich Renegades     | 0 - 47          |
| 12 settembre 1993 |            | Lega Nazionale A | Spareggio relegazione | Bienna Jets - Zürich Renegades             | 6 - 0           |
| 28 agosto 1994    |            | Lega Nazionale A | Quarti di finale      | Sankt Gallen Raiders - Zürich Renegades    | 33 - 6          |
| 13-20 agosto 1995 |            | Lega Nazionale A | Quarti di finale      | Bern Grizzlies - Zürich Renegades          | 56 - 6, 12 - 41 |
| 7 luglio 1996     |            | Lega Nazionale A | Spareggio relegazione | Bienna Jets - Zürich Renegades             | 14 - 20         |
| 6 luglio 1997     |            | Lega Nazionale A | Playoff relegazione   | Lausanne Sharks - Zürich Renegades         | 0 - 16          |
| 16-23 agosto 1998 |            | Lega Nazionale A | Semifinale            | Seaside Vipers - Zürich Renegades          | 41 - 0, 49 - 7  |
| 24 settembre 2000 | Berna      | Lega Nazionale A | Swiss Bowl            | Zürich Renegades - Seaside Vipers          | 9 - 16          |
| 22 settembre 2001 | Basilea    | Campionato       | Swiss Bowl            | Zürich Renegades - Gladiators Beider Basel | 27 - 14         |
| 6 ottobre 2002    | Berna      | Campionato       | Swiss Bowl            | Zürich Renegades - Seaside Vipers          | 50 - 12         |
| 14 settembre 2003 |            | Campionato       | Semifinale            | Zürich Renegades - Landquart Broncos       | 28 - 29         |
| 26 settembre 2004 | Grenchen   | Campionato       | Swiss Bowl            | Zürich Renegades - Winterthur Warriors     | 54 - 13         |
| 16 luglio 2005    | Winterthur | Lega Nazionale A | Swiss Bowl            | Winterthur Warriors - Zürich Renegades     | 14 - 37         |
| 15 luglio 2006    | Berna      | Lega Nazionale A | Swiss Bowl            | Winterthur Warriors - Zürich Renegades     | 21 - 13         |
| 1º luglio 2007    |            | Lega Nazionale A | Semifinale            | Bern Grizzlies - Zürich Renegades          | 35 - 31         |
| 5 luglio 2008     | Berna      | Lega Nazionale A | Swiss Bowl            | Zürich Renegades - Landquart Broncos       | 52 - 27         |
| 25 luglio 2009    | Berna      | Lega Nazionale A | Swiss Bowl            | Calanda Broncos - Zürich Renegades         | 35 - 23         |
| 30 giugno 2012    |            | Lega Nazionale A | Semifinale            | Zürich Renegades - Gladiators Beider Basel | 13 - 15         |
| 5 luglio 2014     | Basilea    | Lega Nazionale A | Semifinale            | Gladiators Beider Basel - Zürich Renegades | 44 - 20         |
| 3 luglio 2016     | Ginevra    | Lega Nazionale A | Spareggio relegazione | Geneva Seahawks - Zürich Renegades         | 37 - 7          |
| 30 giugno 2018    |            | Lega Nazionale B | Spareggio promozione  | Zürich Renegades - Luzern Lions            | 15 - 17         |
| 6 luglio 2019     |            | Lega Nazionale B | Spareggio promozione  | Zürich Renegades - Luzern Lions            | 38 - 27         |
| 16 luglio 2022    |            | Lega Nazionale A | Spareggio relegazione | Sankt Gallen Bears - Zürich Renegades      | 6 - 20          |
| 8 luglio 2023     |            | Lega Nazionale A | Semifinale            | Zürich Renegades - Thun Tigers             | 41 - 45         |
| 13 luglio 2024    | Grenchen   | Lega Nazionale A | Swiss Bowl            | Calanda Broncos - Zürich Renegades         | 35 - 14         |

## Palmarès
- 7 Swissbowl (1987, 1988, 2001, 2002, 2004, 2005, 2008)
- 2 Lega B (2018, 2019)
- 8 Junior Bowl (1992, 1993, 1997, 1998, 2000, 2009, 2011, 2012)
- 2 Youth Bowl (2009, 2010)
- 2 Campionati flag (2010, 2014)
- 1 Campionato flag Under-13 (2007)